# Paul Coverdell

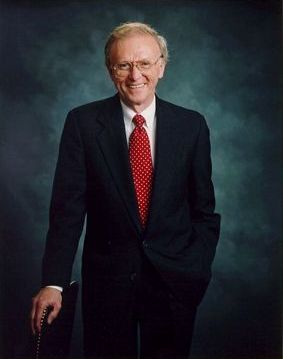
Paul Coverdell (1990er-Jahre)

Paul Douglas Coverdell (* 20. Januar 1939 in Des Moines, Iowa; † 18. Juli 2000 in Atlanta, Georgia) war ein US-amerikanischer Politiker der Republikanischen Partei. Von 1993 bis zu seinem Tod saß er für den US-Bundesstaat Georgia im US-Senat.

## Biographie
Coverdell wurde in Des Moines in Iowa geboren. Einen Großteil seiner Kindheit verbrachte er im Mittleren Westen der USA. Die High School besuchte er in Lee’s Summit in Missouri. Ein Journalismusstudium beendete er 1961 erfolgreich an der University of Missouri. 1962 ging er zur United States Army um seinen Militärdienst abzuleisten. Er wurde unter anderem in Japan und Südkorea stationiert. 1964 wurde er ehrenhaft entlassen. Er ließ sich in Atlanta nieder und gründete eine private Versicherungsvermittlungsagentur mit seinem Vater.
Erstmals politisch trat er 1968 in Erscheinung, als er erfolglos für einen Sitz im Senat von Georgia kandidierte. 1970 war seine erneute Kandidatur erfolgreich. Ab 1974 war er Führer der Minderheitsfraktion (Senate Minority Leader). Insgesamt blieb er bis 1989 im Staatssenat. 1977 unterlag Coverdell bei einer Nachwahl um den Sitz von Andrew Young im US-Repräsentantenhaus seinem späteren Vorgänger im Senat, Wyche Fowler. Anschließend engagierte sich Coverdell stark in der Republikanischen Partei. So warb er beispielsweise Geldmittel ein, um Kandidaten eine gute finanzielle Basis zu verschaffen. Ab 1985 war Coverdell Vorsitzender der Republikanischen Partei in Georgia. 1978 traf er erstmals auf George Bush. Fortan verband beide eine tiefe Freundschaft. Coverdell unterstützte Bush bei seinen Präsidentschaftskandidaturen. Im Gegenzug ernannte Bush Coverdell nach seiner Amtsübernahme 1989 zum Direktor des Friedenscorps.
Am 2. Mai 1989 legte er den Amtseid als Direktor des Friedenscorps im Oval Office von Präsident Bush ab. Mit seiner Amtsübernahme zog er sich aus der Firma sowie dem Senat von Georgia zurück. Kurz nach dem Fall der Berliner Mauer schickte Coverdell Freiwillige nach Osteuropa. Am 15. Juni 1990 nahm Präsident Bush an einer Verabschiedungszeremonie von Freiwilligen, die in Polen und Ungarn eingesetzt werden sollten, teil. 1991 trat Coverdell als Direktor des Friedenscorps zurück, um sich auf die Kandidatur um den Sitz von US-Senator Wyche Fowler vorzubereiten. Nach seinem Rücktritt wurden Vorwürfe laut, Coverdell hätte seine Position missbraucht, um sich für höhere Aufgaben zu empfehlen.
Bei den republikanischen Vorwahlen musste er sich gegen vier Kandidaten durchsetzen, was ihm nach einem Kopf an Kopf-Rennen dann auch gelang. Sein Vorsprung auf den zweiten betrug lediglich 1.600 Stimmen. Bei der Hauptwahl im November 1992 unterlag Coverdell zwar zunächst gegen Fowler. Aufgrund der Tatsache, dass aber auch Fowler keine absolute Mehrheit erhalten hatte, wurde eine Stichwahl zwischen Fowler und Coverdell nötig, welche Coverdell dann etwas überraschend für sich entscheiden konnte. Er war der zweite Republikaner, der nach der Reconstruction für seinen Staat in den Senat gewählt wurde.
Während seiner Amtszeit war Coverdell Mitglied in den folgenden Ausschüssen: United States Senate Committee on Foreign Relations, United States Senate Committee on Agriculture, Nutrition and Forestry, United States Senate Committee on Small Business and Entrepreneurship sowie dem United States Senate Committee on Finance. 1998 gelang Coverdell die Wiederwahl. Er war der erste Republikaner in der Geschichte von Georgia, dem dies glückte. Schließlich unterstützte Coverdell George W. Bush bei dessen Kandidatur zum US-Präsidenten.
Im Juli 2000 reiste Coverdell in seine Heimat, um einige Reden zu halten. Dabei klagte er über Kopfschmerzen. Am 17. Juli 2000 wurde er ins Krankenhaus gebracht, wo man einen Schlaganfall diagnostizierte. Am frühen Abend des 18. Juli verstarb Coverdell an den Folgen des Schlaganfalles. Knapp 1000 Trauergäste nahmen an der Trauerfeier teil, darunter auch George W. Bush, der seine Wahlkampftour für die Feierlichkeiten unterbrach. Sein politischer Nachlass wurde an die Georgia State University verbracht. Das Hauptquartier des Friedenscorps wurde nach ihm benannt, ebenso ein Verwaltungsgebäude des Senats von Georgia.
Coverdell war verheiratet.